# Jill Rips
Jill Rips é um filme canado-estadunidense de drama e suspense realizado em 2000, dirigido por Anthony Hickox e estrelado por Dolph Lundgren.